# مصطفی حاجی
مصطفی حاجی (انگلیسی: Mustapha Hadji؛ زادهٔ ۱۶ نوامبر ۱۹۷۱) یک بازیکن فوتبال سابق اهل مراکش است.
وی در تیم ملی فوتبال مراکش ۶۳ بازی انجام داده است و عضو این تیم در جام جهانی فوتبال ۱۹۹۴ و ۱۹۹۸ بوده است.